# Edvard Hjelt
Edvard Immanuel Hjelt, född 28 juni 1855 i Vichtis, död 2 juli 1921 i Mergentheim nära Karlsbad, Tyskland, var en finländsk kemist, politiker (senator 1907–1909) och diplomat. Han var son till Otto Hjelt och far till Esther Hjelt-Cajanus.

## Akademisk karriär
Hjelt blev student 1872, filosofie kandidat 1875, studerade 1875–1877 särskilt teknisk kemi i Tyskland, därefter organisk kemi i Würzburg 1878–1879 samt i Strassburg 1880–1881. Han blev filosofie licentiat 1879 samt docent i kemi vid Helsingfors universitet 1880 och professor där 1882. Hans forskarinsats rörde sig om organisk kemi, och han skrev ett grundläggande verk om laktoner, Über die Lactone (1903). Av hans större arbeten kan också nämnas Die intramoleculare Wasserabspaltung bei organischen Verbindungen (Finska Vetenskaps-Societetens Acta, 1888). Han skrev även om kemins historia och läroböcker; Grunddragen af allmänna organiska kemien (1883; 3:e upplagan utkom 1895; även översatt till tyska och engelska), Lärobok i organisk kemi (tillsammans med Ossian Aschan, 1893; 2:a upplagan 1900–01) och i Roscoe–Schorlemmers Ausführliches Lehrbuch der Chemie (band V–VIII, 1896–1901). Han gav ut Geschichte der organischen Chemie von ältester Zeit bis zur Gegenwart (1916),
Hjelt var rektor för Helsingfors universitet 1899–1907 (med undantag av hösten 1900) och under en stormig tid verkade han för lugn och utveckling vid universitetet. Han motsatte sig som rektor russifieringen genom obstruktion. Efter sin avgång från senaten verkade han som tjänstförrättande professor i kemi vid universitetet 1909–1910 samt utnämndes 1910 till vicekansler för detsamma. Efter revolutionen 1917 förordnades han att fungera som kansler.
Om universitetet skrev han arbetena Stipendier och stipendiefonder (1894; ny upplaga 1904), Statistiska uppgifter rörande den studerande ungdomen 1867–1905 samt Akademiska tal (1900–06).

## Politisk verksamhet
Han utnämndes i december 1907 till senator och biträdande chef för Ecklesiastikexpeditionen samt efter Leo Mechelins avgång 1 augusti 1908 till vice ordförande i senatens ekonomiedepartement. Då konflikten med de ryska maktägande angående den olagliga ingressen till arrendelagen i mars 1909 uppstod, bidrog Hjelt ändå till promulgationen, men avgick trots detta tillsammans med övriga konstitutionella ledamöter.

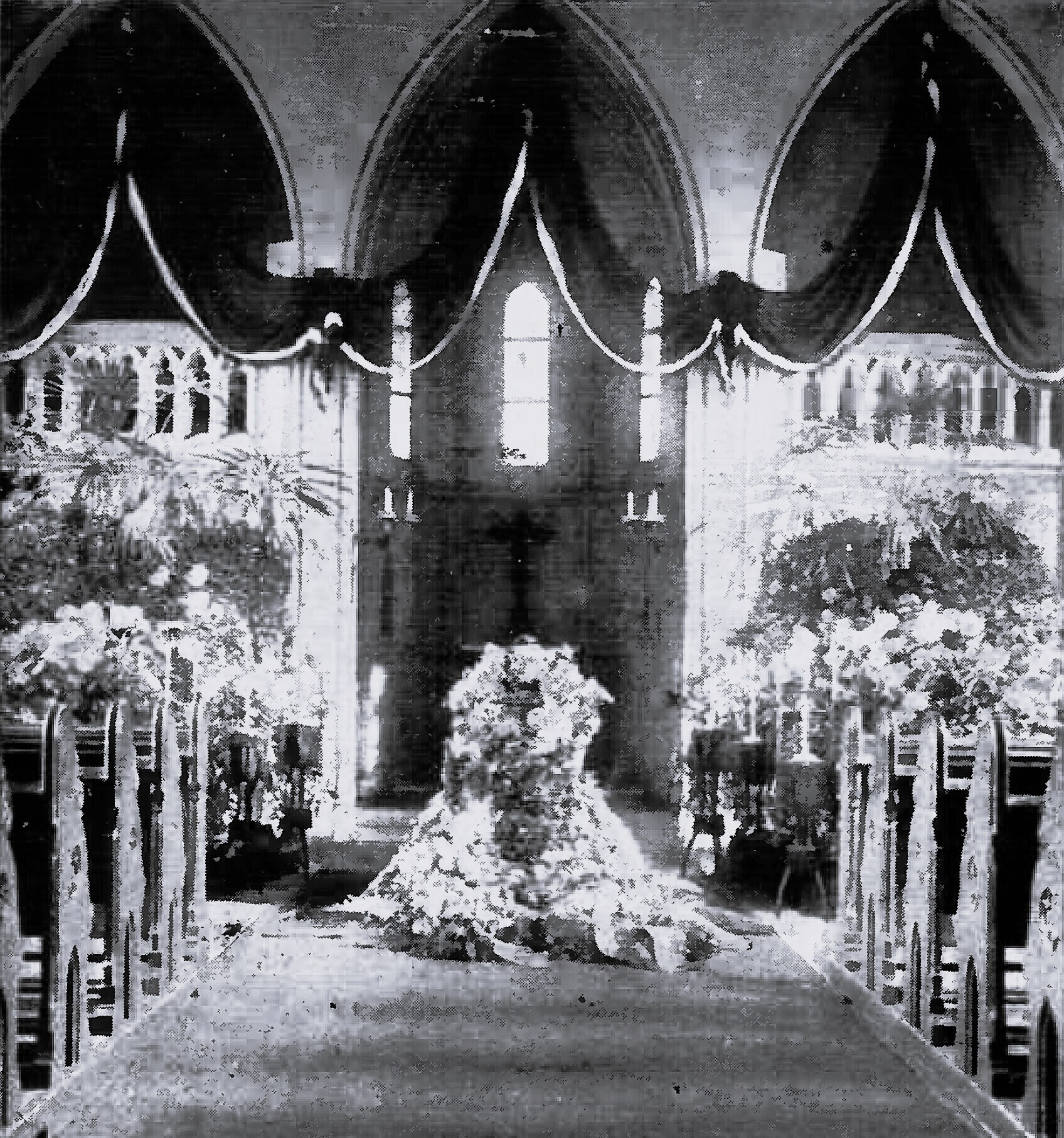
Utläggning av statsrådet i kapellet i Lübeck.

Hjelt stödde verksamt de finländska frihetssträvandena och särskilt jägarrörelsen. Han reste i oktober 1917 till Berlin, där han drev Finlands sak och utverkade Tysklands erkännande av dess självständighet. I februari 1918 utsågs han till Finlands sändebud i Tyskland och åstadkom i denna egenskap att tyska trupper sändes som hjälp till Finland i samband med finska inbördeskriget. Dessförinnan hade han varit ombud vid fredsslutet och ingåendet av ett provisoriskt handelsfördrag med Tyskland i mars 1918. Han arbetade även för att få Fredrik Karl av Hessen till konung av Finland. 1919 tvingades han avgå från sändebudsposten, sedan ententen gjort sitt inflytande alltmer gällande hos den finländska regeringen.

## Övrigt
De sisa åren av sitt liv var han sysselsatt med litterära arbeten. Han gav ut Otto E. A. Hjelt. Hans liv och gärning (1916), det memoarartade verket Från händelserika år (band I–II, 1919–20), broschyren Finsksvensk och finsk-tysk politik under krigsåren (1920), Lefnadsteckning öfver Gustaf Mattsson (1920) och Finlands självständighet. Från dröm till verklighet (postumt, 1921).
Hjelt invaldes som ledamot av Kungliga Vetenskapsakademien 1899, av Fysiografiska sällskapet i Lund 1903 samt av Vetenskaps-Societeten i Uppsala 1917.